# Renato Pasini
Renato Pasini, född den 31 juli 1977, är en italiensk längdåkare som tävlat sedan 1996.
Pasini har nått sina största framgångar i sprint och hans enda seger (jan 08) i världscupen kom 2007 i sprint. Pasinis största merit kom vid VM 2007 där han tillsammans med Cristian Zorzi vann lagsprinten.
Pasini deltog i OS 2006 i Turin där han slutade på 18:e plats i sprint.